# Julie Gibson
Julie Gibson, nata Gladys Camille Soray (Lewiston, 6 settembre 1913 – Los Angeles, 2 ottobre 2019), è stata un'attrice statunitense.

## Filmografia parziale

### Cinema
- The Contender, regia di Sam Newfield (1944)
- Un fidanzato per due (And the Angels Sing), regia di George Marshall (1944) - non accreditata
- Chick Carter, Detective, regia di Derwin Abrahams (1946)
- Bowery Buckaroos, regia di William Beaudine (1947)
- Dill l'uccisore (Killer Dill), regia di Lewis D. Collins (1947)
- I banditi della città fantasma (Badmen of Tombstone), regia di Kurt Neumann (1949)

### Televisione
- The 20th Century-Fox Hour – serie TV, episodio 1x09 (1956)

## Vita privata
È stata sposata tre volte: dal 1939 al 1940 (divorzio) con Jimmy Grier, dal 1964 al 1967 (divorzio) con Dean Dillman Jr. e dal 1973 al 1981 (morte del marito) con Charles Barton.
Nel 2019 si è spenta all'età di 106 anni a Los Angeles.